# Stor-Vargtjärnen
Stor-Vargtjärnen är en sjö i Älvdalens kommun i Dalarna och ingår i Dalälvens huvudavrinningsområde. Sjöns area är 0,023 kvadratkilometer och den befinner sig 488 meter över havet.